# Német Császárság
A Német Császárság (németül: Deutsches Kaiserreich, hivatalosan Deutsches Reich) a német egyesítéstől fennálló nemzetállam, amely II. Vilmos császár 1918. novemberi lemondásakor alakult föderális köztársasággá.
A Német Császárság 27 különböző területből állt, legtöbbjüket királyi családok irányították, három királyság, hat nagyhercegség, hat hercegség (1876-tól már csak 5), hét fejedelemség, három szabad Hanza-város és egy császári terület alkotta. Habár a Porosz Királyság adta a császárság területének és népességének nagy részét, szerepe kevéssé volt jelentős. Ahogy Dwyer rámutatott, Poroszország „politikai és kulturális befolyása jelentősen csökkent” az 1890-es évektől.
1850 után a német államok jelentős iparosodáson mentek keresztül, főleg a szén, vas (később acél), vegyi anyagok és vasutak tekintetében. Míg 1871-ben 41 millió ember élt területén, 1913-ra ez a szám 68 millióra növekedett. A korábban széttagolt, erősen vidékies jellegű Németország az egyesülés után gyorsan városiasodott. 47 éves fennállása során a Német Császárság ipari, technológiai és tudományos területen is óriásnak számított, tudósai több Nobel-díjat szereztek, mint bármely más ország.
Németország nagyhatalommá vált, gyorsan növekvő vasúti hálózattal, a világ legerősebb hadseregével és dinamikusan fejlődő ipari háttérrel rendelkezett. Kevesebb mint egy évtized alatt haditengerészete a Brit Királyi Haditengerészet utáni második legerősebb lett. Mikor az 1914-es nagy krízis elérkezett, mindössze egy szövetségesük volt, az Osztrák–Magyar Monarchia. Később csatlakozott hozzájuk az Oszmán Birodalom és a Bolgár Királyság is, megalakítva a központi hatalmakat.
Az első világháborúban Németország terve Párizs gyors elfoglalására már 1914. őszére elbukott, a nyugati front állóháborúvá vált. A szövetségesek tengeri blokádja élelmiszerhiányt eredményezett, illetve a császárságnak többször is csapatokat kellett küldenie a keleti frontra, hogy az osztrák-magyar és török csapatokat támogassa. Így viszont a breszt-litovszki béke értelmében nagy területeket tudtak keleten elfoglalni. A korlátlan tengeralattjáró-háború kikiáltásával a britek megfojtása lett volna a cél, azonban a transzatlanti konvojrendszer használata miatt ez elbukott. Ez, és a Zimmermann-távirat együttesen vezetett az Amerikai Egyesült Államok hadba lépéséhez. Ekkorra azonban a német civilek és katonák már hadviseltté váltak, és az orosz forradalom által radikalizálódtak is.
A Paul von Hindenburg és Erich Ludendorff által vezetett főkormányzóság kézben tartotta az országot, így még egy utolsó offenzívát akartak indítani 1918. tavaszán, még az amerikaiak megérkezése előtt. Ehhez nagyszámú egységet, csapatot és repülőt vontak ki a keleti frontról. Ez azonban elbukott, októberre a hadseregek visszaszorulóban voltak, az Osztrák–Magyar Monarchia és az Oszmán Birodalom is összeomlott, a németek elvesztették hitüket politikai rendszerükben. A birodalom szétesését a novemberi forradalom hozta el. A császár és minden egyéb uralkodó is lemondott, egy köztársasági kormány vette át az irányítást.

## Háttér
A Német Szövetséget az 1815. június 8-i bécsi kongresszuson hozták létre a napóleoni háborúk utáni helyzet rendezése céljából, miután az 1814-es párizsi béke 6. cikkelye kimondta a békét.
A német nacionalizmus jelentősen átformálta liberális és demokratikus karakterét 1848-ban, a pángermanizmust felváltotta a porosz miniszterelnök Otto von Bismarck pragmatikus reálpolitikája. Bismarck ki kívánta terjeszteni a konzervatív Poroszországot vezető Hohenzollern-ház hatalmát minden német államra, az egységből kizárva a nagy rivális Habsburg Birodalmat. Három sikeres háborújával igazolást szerzett céljainak: a Dánia elleni második schleswig-holsteini háború (1864), az osztrákok elleni porosz–osztrák–olasz háború (1866) és a Második Francia Császárság elleni porosz–francia háború (1870–1871).
A Német Szövetség az 1866-os porosz-osztrák háború eredményeképpen szűnt meg, a háborúban egyik oldalon sorakozott fel a Porosz Királyság, illetve szövetségesei, míg a másik oldalon az Osztrák Császárság és szövetségesei álltak. A háború következményeként a szövetség helyére 1867-ben részben az Északnémet Szövetség lépett, mely a Majna folyótól északra fekvő 22 államot tartalmazta. A porosz–francia háború által generált hazafiasság hevében a Majnától délre fekvő 4 állam is csatlakozott 1870 novemberében, létrehozva ezzel az egységes Németországot.

## A Német Császárság megalapítása

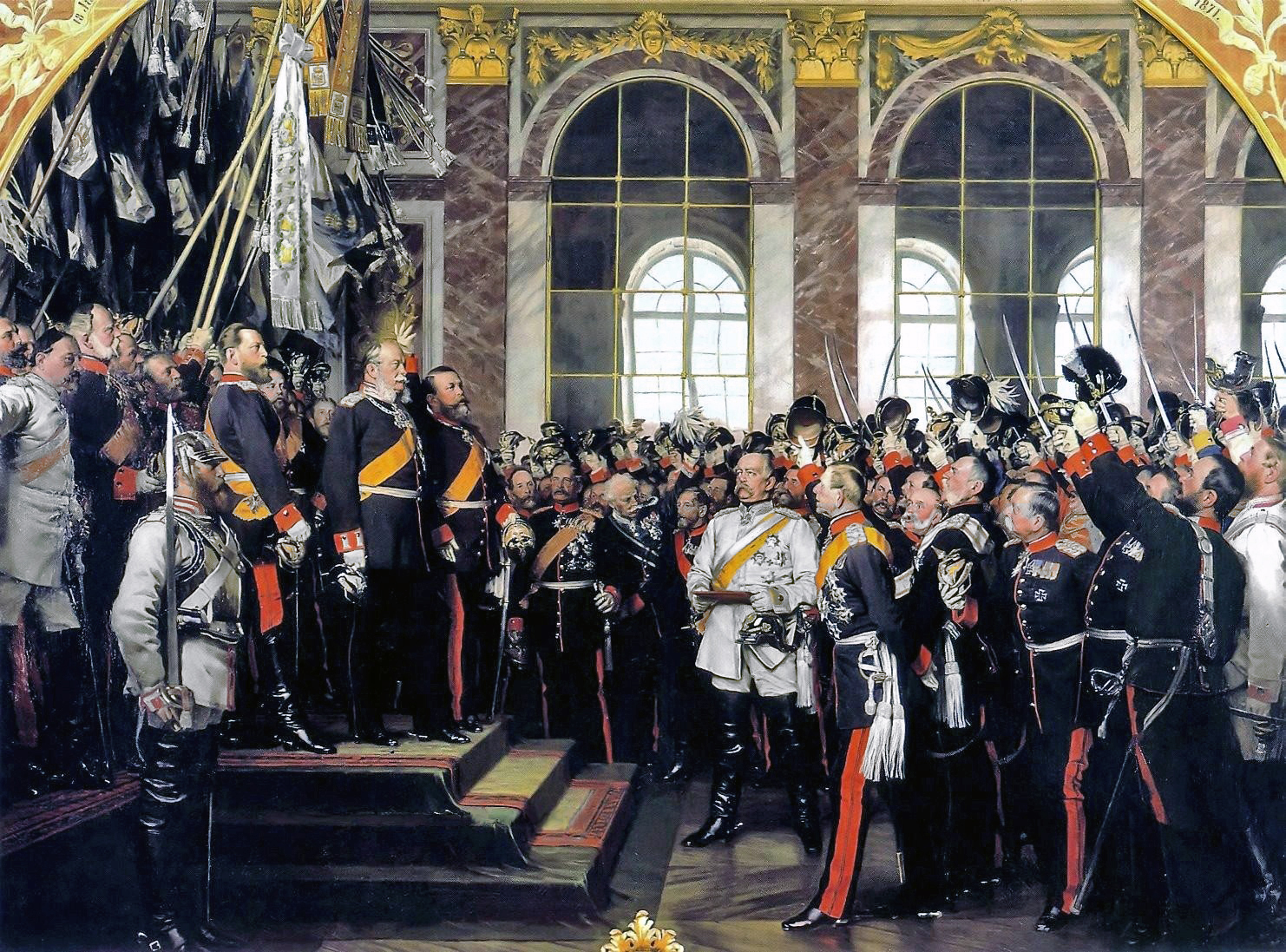
A Német Császárság kikiáltása, Anton von Werner 1877-es festménye, ami azt a jelenetet ábrázolja, amikor 1871. január 14-én Vilmos császár a versailles-i kastélyban kikiáltja a Német Császárságot.
Balra, a pódiumon (feketében): Frigyes koronaherceg, édesapja I. Vilmos, és I. Frigyes badeni nagyherceg, aki pohárköszöntőt mond az új császárra.
Középen (fehérben) az első német kancellár, Otto von Bismarck, és Helmuth Karl Bernhard von Moltke porosz vezérkari főnök.

1870. december 10-én az Északnémet Szövetség törvényhozása, mint a Szövetség központi tanácsa, a Szövetséget átnevezte Német Császárságra, I. Vilmos porosz király pedig megkapta a német császár címet. Elfogadták az új alkotmányt, a császári cím használatának kezdetét pedig 1871. január 1-ben határozták meg. Párizs bevétele után 1871. január 18-án Vilmos a versailles-i kastély tükörtermében elfogadta a császárnak jelölést.
A második német alkotmányt, amely Bismarck Északnémet Alkotmányán alapult, 1871. április 14-én fogadta el a Reichstag, április 16-án a császár is proklamálta. A császárság parlamentje a Reichstag nevet viselte, tagjait általános férfi választójoggal választották. Azonban az eredeti alkotmányt sosem módosították a növekvő városi területek ellenére sem. Így az 1890-es évektől a vidéki területek a törvényhozásban jócskán felülreprezentáltak voltak.
A jogszabályok elfogadásához a 27 állam küldöttjeiből álló Bundesratnak is hozzá kellett járulni. A végrehajtó hatalom a császár (Kaiser) kezében volt, míg a kancellár egyedül neki tartozott felelősséggel. A császárnak az alkotmány kiterjedt hatáskört adott, egyedül nevezhette ki a kancellárt (rajta keresztül irányította a birodalmat), a fegyveres erők főparancsnoka volt, minden külügy végső döntőbírója, bármikor fel is oszlathatta a Reichstagot és új választást írhatott ki. Hivatalosan a kancellár egyemberes kormány volt, minden állami ügyért felelős volt; a gyakorlatban az államtitkárok feleltek olyan területekért, mint a pénzügy, háború, külügyek, egyfajta nem hivatalos miniszternek számítottak. A Reichstag módosíthatott vagy elutasíthatott jogszabályokat, de a valódi hatalom a császár kezében összpontosult.
Habár névleg föderális birodalom volt, és egyenlők szövetsége, a gyakorlatban a legnagyobb és legerősebb állam, Poroszország dominált. Az új Reich kétharmadát foglalta el északon, a népesség háromötöd részét adta. A császári korona is a porosz uralkodócsalád, a Hohenzollern-ház kezében volt. 1872–1873 és 1892–1894 kivételével, a kancellár egyszerre volt Poroszország miniszterelnöke is. Mivel a Bundesrat 57 voksából 18-cal rendelkezett, Berlinnek csak pár további szavazat kellett csak a kis államok ellenőrzéséhez.
A többi állam meghagyta saját kormányát, de csak korlátozott volt szuverenitásuk. Például a postai bélyegeket és a valutát, a német márkát a birodalom egészére adták ki. A birodalmi jegybank szerepét előbb a Königlich-Preußische Hauptbank (Királyi Porosz Főbank), majd 1876-tól a Reichsbank (Birodalmi Bank) töltötte be, Az érméken a császárság neve és címere szerepelt, míg a nagyobb címleteket (arany 5, 10, 20 márka, ezüst 2, 3, 5 márka) az egyes államonként eltérő hátoldallal adták ki. Azonban ezek a nagyobb 5, 10, 20 márkás arany- és 2, 3, 5 ezüstérmék a milliós példányszámú porosz veretek, és a négy nagyobb állam (Szász Királyság, Bajor Királyság, Württembergi Királyság, Badeni Nagyhercegség) érméi kivételével inkább csak emlékérmék voltak, korlátozott számban kerültek forgalomba.
Az államok megőrizték saját kitüntetéseiket, páran saját haderejüket is, de a kisebb államok porosz befolyás alá kerültek. A nagyobb államok, mint Bajorország vagy Szászország királyságai is porosz elvek alapján működtek, hadiállapotban pedig a központi kormányzat irányította.
A Német Császárság fejlődése párhuzamba állítható Olaszországéval, amely egy évtizeddel korábban vált egységessé. A tekintélyelvű politikai rendszer szintén alapja volt a Japán Birodalom Meidzsi-féle modernizációjának, de a cári Oroszországnak is mintát szolgáltatott.
Ezeknek a kormányoknak társadalmi autonómiáját a vezető földbirtokosok, a junkerek politikai ereje jelentette, mivel nem jött létre forradalmi áttörés a parasztság és a városias területek viszonyában.
Habár sok tekintetben autoriter volt, a császárságnak számos demokratikus vonása is volt. Az általános választójog lehetővé tette a politikai pártok fejlődését. Bismarck szándéka egy demokratikus arculat kialakítása volt, mely elfedi a tekintélyelvű politikát. Azonban rendszerébe súlyos hiba csúszott. Jelentős különbség volt a porosz és a német választási rendszer között, előbbi helyen erősen restriktív három osztályos szavazási rendszer volt, melyben a népesség leggazdagabb harmada választotta a jogalkotók 85%-át, ez biztosította a konzervatív többséget. Mivel a porosz király és (két kivétellel) a miniszterelnök egyszerre volt német császár és kancellár, ugyanazon vezetőknek két gyökeresen eltérő választási rendszerből kellett többségi támogatást szerezniük. Az 1890-es évektől ráadásul az általános választójog jelentősen felhígult, mivel a rendszer nem követte a gyors városiasodást: míg 1871-ben a városi és vidéki lakosság nagyjából kiegyenlített volt, a századfordulóra a városiak aránya több, mint 2/3 lett.

## Ipar
Harminc évig Németország Nagy-Britanniával versenyzett Európa vezető ipari hatalmáért, bár globális szinten mindketten elmaradtak az Egyesült Államokhoz képest. A német ipar kirakatvállalata az esseni Krupp acélipari óriás volt. 1902-re a gyár önmagában „egy nagy város saját utakkal, saját rendőrséggel és tűzoltósággal, közlekedési szabályokkal lett. 150 kilométernyi vasút, 60 különböző gyárépület, 8500 szerszámgép, hét villamos állomás, 140 kilométer föld alatti és 46 föld feletti kábel van itt.”
Bismarck alatt a világ innovátora volt a jóléti állam kialakítása tekintetében. A német munkások egészségi-, baleseti- és anyasági ellátásokat kaptak, étkezők, öltözőfülkék és nemzeti nyugdíjrendszer is rendelkezésükre állt.

## Alkotó államok
Az egyesítés előtt a német terület 27 alkotó államból állt. Ezek királyságok, nagyhercegségek, hercegségek, fejedelemségek, szabad Hanza-városok (és egy császári terület) voltak. A szabad városok köztársaságok voltak, míg a többi állam monarchia volt. A Porosz Királyság volt a legnagyobb közülük, a császárság területének több, mint kétharmad részét adta.
Ezek az államok közül többen a Német-római Birodalom felbomlását követően váltak függetlenné, de már az 1600-as évek közepétől de facto szuverének voltak. Mások az 1815-ös bécsi kongresszus után váltak függetlenné. Sok állam egymással nem összefüggő területtel is rendelkezett, a viharos történelemnek vagy a dinasztikus kapcsolatoknak köszönhetően. Az 1866-os háború során több alkotó államot, mint a Hannoveri Királyságot, Poroszország annektált.
Minden alkotó állam küldötteket adott a szövetségi tanácsnak (Bundesrat), és egyéni kerületeken keresztül a birodalmi gyűlésnek (Reichstag) is. A birodalmi központ és a kormányzás közötti kapcsolat néha laza volt, nem is törekedtek a folyamatos fejlesztésére. A lehetséges császári beavatkozás mértéke vita része volt, mint a Lippei Fejedelemség öröklési harca is megmutatta.

## Nyelvi kisebbségek

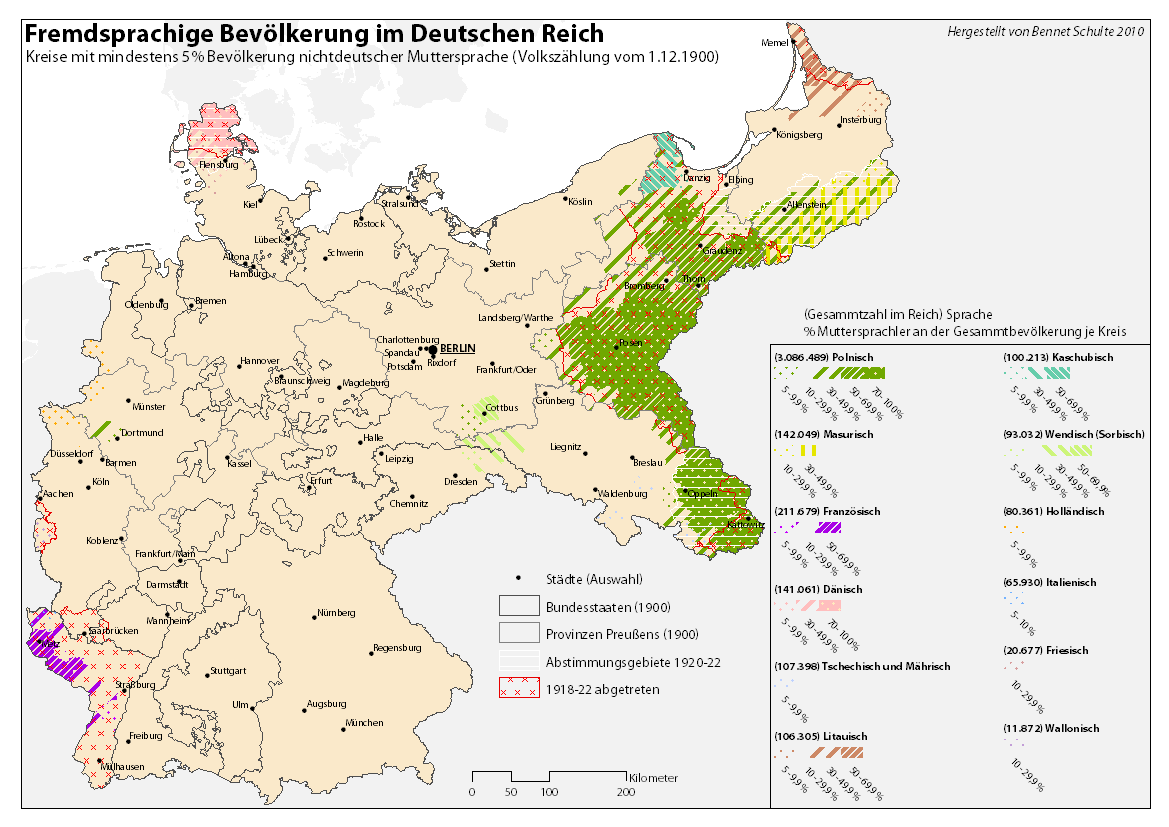
A nyelvi kisebbségek aránya járásonként az 1900-as népszámlálás alapján

A népesség nagyjából 92%-a anyanyelve a német volt. Az egyetlen jelentős nyelvi kisebbség a maga 5,4%-os arányával a lengyel volt (ez a szám 6%-ra emelkedik, ha idevesszük a nagyon hasonló kasub és mazuri nyelveket is).
A birodalomban beszélt, nem német germán nyelvek (0,5%) közé tartozott a dán, holland és fríz nyelv, melyeket a császárság északi és északnyugati részén, Dánia, Hollandia, Belgium és Luxemburg határai környékén beszéltek. Az alnémet nyelv egész Németországban jelen volt. A dán és a fríz nyelv elsősorban Poroszország északi részén, Schleswig-Holstein tartományban volt jelen, a holland pedig a nyugati határ mentén (Hannover, Vesztfália és Rajna tartomány).
A lengyel és más szláv nyelvek (összesen 6,28%) keleten fordult elő. Lengyelül elsősorban Poroszország Posen, Nyugat-Poroszország és Szilézia tartományaiban beszéltek. Elszigetelve beszélték a vesztfáliai Recklinghausenben (13,8%), míg a Brandenburg tartománybeli Kalau járásban a népesség 5,5%-a lengyelül beszélt, de Kelet-Poroszország és Pomeránia tartományban is jelen volt. Csehül elsősorban Szilézia déli részén, mazuriul Kelet-Poroszország déli részén, kasubul Nyugat-Poroszország északi részén, szorbul pedig Lausitzban és a Szász Királyságban beszéltek
A népesség 0,5%-a beszélt franciául, főleg a császári igazgatás alá vont Elzász-Lotaringia területén, ahol a népesség 11,6%-át tették ki.

### Az 1900-as népszámlálás eredményei
| Nyelv                                          | Népesség   | Arány (%) |
| ---------------------------------------------- | ---------- | --------- |
| Német                                          | 51 883 131 | 92,05     |
| Német és egy másik nyelv                       | 252 918    | 0,45      |
| Lengyel                                        | 3 086 489  | 5,48      |
| Francia                                        | 211 679    | 0,38      |
| Mazuri                                         | 142 049    | 0,25      |
| Dán                                            | 141 061    | 0,25      |
| Litván                                         | 106 305    | 0,19      |
| Kasub                                          | 100 213    | 0,18      |
| Vend/szorb                                     | 93 032     | 0,16      |
| Holland                                        | 80 361     | 0,14      |
| Olasz                                          | 65 930     | 0,12      |
| Morva                                          | 64 382     | 0,11      |
| Cseh                                           | 43 016     | 0,08      |
| Fríz                                           | 20 677     | 0,04      |
| Angol                                          | 20 217     | 0,04      |
| Orosz                                          | 9617       | 0,02      |
| Svéd                                           | 8998       | 0,02      |
| Magyar                                         | 8158       | 0,01      |
| Spanyol                                        | 2059       | 0,00      |
| Portugál                                       | 479        | 0,00      |
| Egyéb                                          | 14 535     | 0,03      |
| A császárság állampolgárai 1900. december 1-én | 56 367 187 | 100       |

## Galéria

A Német Császárság nagycímere.
A Német Császárság középcímere.
A Német Császárság kiscímere (Kleines Reichswappen) 1871-1889 között.
A Német Császárság kiscímere (Kleines Reichswappen) 1889-1918 között.

### Historiográfia
- Berghahn, Volker Rolf. "Structure and Agency in Wilhelmine Germany: The history of the German Empire, Past, present and Future," in Annika Mombauer and Wilhelm Deist, eds. The Kaiser: New Research on Wilhelm II's Role in Imperial Germany (2003) pp 281–93, historiography
- Chickering, Roger, ed. Imperial Germany: A Historiographical Companion (1996), 552pp; 18 essays by specialists
- Dickinson, Edward Ross. "The German Empire: an Empire?" History Workshop Journal Issue 66, (2008. ősz) online a Project MUSE keretein belülProject MUSE, útmutatóval a legújabb kutatásokhoz
- Eley, Geoff, and James Retallack, "Introduction" in Geoff Eley and James Retallack, eds. Wilhelminism and Its Legacies: German Modernities, Imperialism, and the Meanings of Reform, 1890–1930 (2004) online változat
- Jefferies, Matthew. Contesting the German Empire 1871 – 1918 (2008) részlet és kereshető szöveg
- Müller, Sven Oliver, and Cornelius Torp, ed. Imperial Germany Revisited: Continuing Debates and New Perspectives (2011)
- Reagin, Nancy R. "Recent Work on German National Identity: Regional? Imperial? Gendered? Imaginary?" Central European History (2004) v 37, pp 273–289 doi:10.1163/156916104323121483

### Elsődleges források
- Vizetelly, Henry. Berlin Under the New Empire: Its Institutions, Inhabitants, Industry, Monuments, Museums, Social Life, Manners, and Amusements  (2 vol. London, 1879) 2. kiadás online
- Ravenstein atlasza a Német Császársághoz